# Openbare Bibliotheek Brugge
De Openbare Bibliotheek Brugge, gevestigd in cultuurcentrum Biekorf, is een openbare instelling in Brugge.

## 1796: ontstaan met William Frederic Edwards
De stichting van de stadsbibliotheek gebeurde in het jaar 1796, kort nadat de Belgische provincies bij Frankrijk waren ingelijfd. In 1794 had het Frans bestuur de oprichting bevolen van een openbare bibliotheek in ieder departementshoofdplaats, die zou werken binnen de op te richten 'École Centrale', ook in Brugge. Deze school werd ondergebracht in de ruime lokalen van de afgeschafte Duinenabdij. Omwille van allerhande problemen opende ze trouwens pas in januari 1798.
De bibliotheek die verplicht bij een École centrale hoorde, moest volgens de wetgeving de nodige lectuur bezorgen niet alleen voor de leraars en leerlingen van de school, maar ook voor het bredere publiek van de stad en omgeving. De twintigjarige Engelsman William Frederic Edwards werd als eerste bibliothecaris op 21 december 1797 officieel aangesteld. Een jaar later opende de bibliotheek haar deuren.
Voor het fonds van deze bibliotheek had men keuze te over, gelet op de afschaffing van de kloosters en de inbeslagneming van hun boekenbezit. In een van Edwards' verslagen staat vermeld dat de bibliotheek kort na de stichting 42.000 boeken bezat. Na korte tijd was dit geklommen tot 77.000 werken, maar na een meedogenloze schifting bleven slechts 6.000 boeken bewaard. Later werd dit aangevuld door aankopen van nieuwe boeken en ook door zendingen vanuit Parijs, waarbij de Parijse bibliothecaris Joseph-Basile Van Praet er over waakte dat de bibliotheek in zijn geboortestad goed werd bediend.
Edwards stelde, met de hulp van een paar medewerkers, onder wie Pierre Clemens, een handgeschreven catalogus op, die vanaf 1804 beschikbaar was.
Zodoende is het oorspronkelijke bezit van de bibliotheek goed bekend. Prefect Justin de Viry gaf in 1804 een ruime beschrijving van de inhoud van de bibliotheek in de Mémoire statistique du département de la Lys.
In 1803 verving het Lycée (een nieuwigheid bevolen door Bonaparte) de École Centrale, althans op papier, want het duurde nog tot 1808 alvorens het Lycée, bestuurd door de stad Brugge, haar deuren opende. Ondertussen werkte de École Centrale gewoon door en Edwards bleef er les geven. De bibliotheek deed al onmiddellijk de overstap naar de stad, zonder echter dat de bibliothecaris hierin volgde. Resultaat was dat ze van 1804 tot in 1808 gesloten bleef. Dat jaar vertrok Edwards naar Parijs, waar hij aan een succesrijke wetenschappelijke carrière begon.

## 1808-1838 onder bibliothecaris Pierre-Jacques Scourion
Was de bibliotheek aanvankelijk opgericht door het departement en in de schoot van het nieuw opgerichte middelbaar onderwijs, vanaf 1808 werd het anders en kon men voortaan van een door het stadsbestuur geleide bibliotheek spreken. Dit was eigenlijk al zo vanaf 1804, ingevolge een consulair decreet, maar het duurde nog even voor de stad zich daar wel om bekommerde. Pas na het vertrek van Edwards werd een bibliothecaris vanwege de stad aangesteld. Het ging om Pierre-Jacques Scourion (Boulogne-sur-Mer 18 juni 1767 - Brugge 4 september 1838), die ook al stadssecretaris was en beide functies voortaan en tot aan zijn dood zou bekleden. In feite bleef de bibliotheek op zijn oorspronkelijke plaats in de voormalige Duinenabdij en was er ontoegankelijk, tenzij voor de bibliothecaris zelf. In 1819 kwam hierin verandering en werden de boeken overgebracht naar de gotische zaal van het stadhuis, waar ze tot in 1884 als openbare bibliotheek zouden beschikbaar zijn voor het publiek.
Scourion zou aan een nieuwe catalogus werken, maar daar kwam niets van in huis. Wel begon de bibliotheek stilaan uitbreiding te kennen, door jaarlijkse aankopen en door legaten en giften. De meest spectaculaire aanwinsten, die nog steeds tot de meest waardevolle werken van de stadsbibliotheek behoren, waren de royale giften van incunabelen door Joseph-Basile Van Praet en van handschriften met miniaturen (onder meer getijdenboeken) door Thomas-Louis de Schietere de Lophem (1769-1824).
In 1828 dacht Scourion dat hij zou kunnen de bibliotheek in andere handen overlaten. De pas afgestudeerde Jules Van Praet werd zijn hulpbibliothecaris. Maar de jonge man, die in 1830 ook stadsarchivaris werd, verliet weldra Brugge om aan zijn grote carrière in de schaduw van koning Leopold I te beginnen.
Er kwam een catalogus van de persoonlijke bibliotheek van Scourion, toen die na zijn dood werd geveild. Het bleek dat hij voor zichzelf een verzameling had aangelegd van circa 35.000 werken, heel wat méér dan de stadsbibliotheek zelf.

## 1838-1842: onder bibliothecaris Joseph Delepierre
Na de dood van Scourion in september 1838 heerste enkele weken onduidelijkheid. Moest de betrekking van bibliothecaris samengevoegd worden met deze van stadsarchivaris, een positie waar de stad intussen al enkele sollicitaties voor ontvangen had? De keuze werd al snel gemaakt om er toch twee aparte functies van te maken. Tijdens de gemeenteraadszitting van 10 november 1838 werd daarom niet alleen Pierre Bogaerts tot archivaris aangesteld, maar ook Joseph-Octave Delepierre (Brugge 12 maart 1802 - Londen 16 augustus 1879) tot stadsbibliothecaris benoemd, met een jaarlijkse vergoeding van 1200 frank. Delepierre was ook al provinciaal archivaris, en had daarnaast een advocatenpraktijk. Tijdens de enkele korte jaren van zijn bestuur bracht hij beweging in de bibliotheek. Er kwam een reglement en de bibliotheek was voortaan dagelijks toegankelijk. Het aantal boeken steeg tot 12.000. Het aantal bezoekers ging in stijgende lijn. Hij slaagde erin een eerste algemene catalogus op te maken. In 1842 diende Delepierre echter zijn ontslag in en begon hij aan zijn succesvolle diplomatieke en literaire carrière in Engeland.

## 1842-1870: onder bibliothecaris Pierre-Joseph Laude
Was de aanwezigheid van Delepierre aan het hoofd van de bibliotheek maar een intermezzo, zijn opvolger zou bijna dertig jaar verantwoordelijkheid over het stedelijke boekenbezit dragen. Pierre-Joseph Laude (Lagnicourt 26 februari 1794 - Brugge 6 januari 1870) was tegelijk ook leraar Grieks en literatuur aan het Brugse atheneum. In 1847 verscheen eindelijk, van zijn hand, een volledige en bruikbare catalogus van de bibliotheek. Hij stelde ook een catalogus op van de talrijke handschriften die de bibliotheek bewaarde. De bibliotheek kreeg er ook een prentenkabinet bij, ingevolge de schenking door de collectioneur John Steinmetz. Het boekenbezit steeg tot circa 25.000 boeken. Om de bibliothecaris te adviseren bij de aankopen werd een commissie opgericht, die bestond uit enkele voorname Brugse boekenliefhebbers.

## 1870-1907: onder bibliothecaris Gustaaf-Julien Claeys

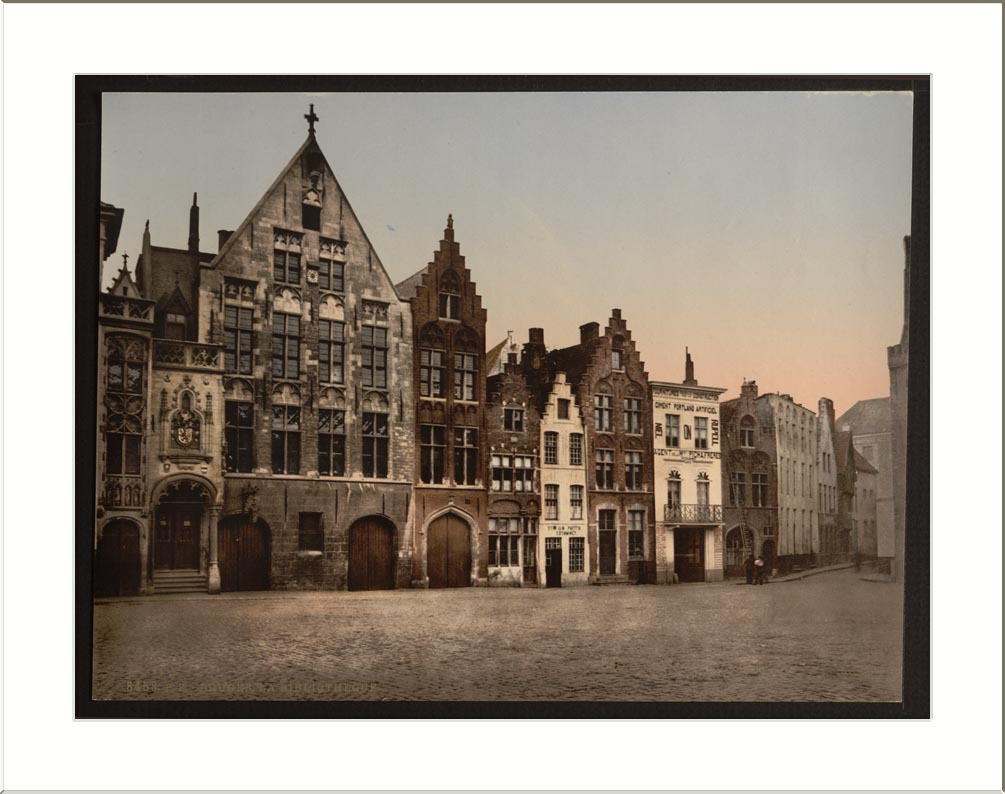
Tolhuis op de Jan van Eyckplein

Gustaaf-Julien Claeys (Brugge 4 november 1844 - 18 juni 1907) zou nog een langere termijn dan zijn voorganger de bibliotheek leiden. Opnieuw was hij slechts bibliothecaris (of 'boekenbewaarder' zoals hij in Brugse administratieve teksten werd genoemd) als bijberoep, want hoofdzakelijk was hij advocaat en later ook nog hoogleraar aan de universiteit in Gent. Claeys zorgde voor méér openingsuren, met als gevolg méér raadplegingen en uitleningen. Hij vroeg tevergeefs als voltijds bibliothecaris te worden aangesteld, maar daar wilde het bestuur geen geld aan besteden.
In 1876 (het stadsbestuur was sinds kort in handen van een nieuwe, katholieke, meerderheid) werd aan de eerder liberaalgezinde bibliothecaris een bibliotheekcommissie toegevoegd die bestond uit een zestal leden. Er werd beslist dat het boekenbezit onmogelijk verder op het stadhuis kon bewaard blijven en naar het voormalige Tolhuis op de Jan van Eyckplein zou worden overgebracht, waar op de begane grond het stedelijk brandweerkorps werd gevestigd. In 1884 vond de verhuis plaats. Tegen die tijd was het boekenbezit gestegen tot circa 100.000 werken.

## 1907-1939: onder bibliothecaris Alfons De Poorter
Priester Alfons De Poorter (Brugge 15 januari 1871 - 19 februari 1939) werd de eerder verrassende opvolger van Claeys. Een priester, die tot dan een traditioneel curriculum had gevolgd als collegeleraar en principaal, werd met goedkeuring van het bisdom tot voltijds stadsambtenaar benoemd. De Poortere legde een dubbele fichier aan, op auteursnaam en op onderwerp, in een fichiermeubel dat tot op heden in de bibliotheek Biekorf aanwezig is. Hij zorgde ook voor nieuwe gedrukte catalogi en vooral voor een herwerkte catalogus van de handschriften, met zorgvuldige beschrijving. De Poorter (in de volksmond 'den stenen bisschop' genaamd) was een wetenschapper die het dagelijkse reilen en zeilen van de bibliotheek aan een trouwe assistent overliet. Hij werd nog steeds bijgestaan door een bibliotheekcommissie en op de eerste bladzijde van het verslagboek van de vergaderingen schreef hij een citaat waarin werd gezegd dat een goede commissie bestond uit drie leden, waarvan er twee overleden waren.
Zijn latere opvolger en historicus van de stadsbibliotheek Jan Vandamme, gaf in 1970 het volgende waardeoordeel: Het werk dat hij gedaan heeft moest gedaan worden en is schitterend gedaan. Zijn catalogus van de handschriften blijft na meer dan dertig jaar een werkinstrument van onvervangbare waarde. (...) Maar er waren andere noden en behoeften dan handschriften en wiegedrukken, er was een ander publiek dan historici, bibliofielen en paleografen. Noch de Poorter, noch de bibliotheekcommissie noch het stadsbestuur hadden dit ingezien. Een zeer rijk fonds verarmde bij gebrek aan een evenwichtige aankooppolitiek, verdorde bij gebrek aan een levenwekkende bibliotheekeconomische ontsluiting, in gebouwen die reeds in 1932 te klein werden bevonden en waarvan de drempelvreesaanjagende accommodatie legendarisch werden.

## 1941-1963: onder bibliothecaris Walter Bossier
Bossier deed examen en werd, gelukkig voor hem, benoemd nog voor Groot-Brugge tot stand kwam, zo niet zou na de oorlog zijn benoeming wellicht zijn aangevochten. Tijdens de laatste maanden van de oorlog werden de zeldzame werken ergens in Brugge in een schuilplaats ondergebracht en werden de handschriften en incubabels naar Brussel vervoerd. Ze zouden pas in mei 1945 weer op hun gewone plek terugstaan.

### Een gezapig kabbelend instituut
Begin september 1943 opende de stad een uitleenbibliotheek in het pand Oude Burg 24 en onderbrak de betaling van een jaarlijkse toelage aan de zes erkende vrije volksbibliotheken. Maar in juni 1944 sloot deze bibliotheek haar deuren en in september, na de Bevrijding, werd (zoals de bibliothecaris het in zijn verslag schreef) deze beslissing van het zwarte bestuur door het wettelijke bestuur opgeheven. De vrije volksbibliotheken hernamen hun taak. Bossier was trouwens van mening dat hij een 'wetenschappelijke' bibliotheek beheerde, en dit niet van het niveau was om ook romans en ander klein werk ter lezing aan te bieden en te laten naar huis meenemen.
De werking van de bibliotheek werd begeleid door een adviescommissie met een tiental leden. In 1947 werd raadsheer bij het Hof van Beroep Joseph Axters er voorzitter van. Op een gezapig tempo werden per jaar enkele honderden nieuwe werken aangekocht, waarbij onder meer bijzondere aandacht werd besteed aan het verwerven van oude Brugse drukken.
In 1949 kwam het kwalijke nieuws dat de Brugse stadsbibliotheek niet meer aan de voorwaarden voor erkenning voldeed die door het Ministerie van Onderwijs waren uitgestippeld en daardoor verloor ze een jaarlijkse toelage van circa 11.000 fr. De reden hiervoor was dat de bibliothecaris niet het vereiste diploma bezat. Bossier schreef zich in voor de lessen die tot het behalen van het diploma moesten leiden, maar hij bood zich niet aan voor de examens. Pas nadat Jan Vandamme, als hulpbibliothecaris benoemd, het vereiste diploma kon voorleggen, werd de herkenning, in 1954 opnieuw toegekend.
Het personeel bestond uit een bibliothecaris, een klerk-typist en een bode-huisbewaarder. Vanaf 1954 kwam daar een adjunct-bibliothecaris bij. Als een belangrijke aanwinst stond in het jaarverslag voor 1958 vermeld dat een wc en een lavabo werd ingericht ten behoeve van het personeel, dat voordien gebruik maakte van de toiletten in de op het gelijkvloers gelegen brandweerkazerne. Tot begin jaren zestig achtte de bibliothecaris onnodig een telefoonaansluiting te hebben. Toen die er eindelijk kwam, maakte hij er geen gebruik van.
Vanaf 1960 begon een nijpend plaatsgebrek zich te doen gevoelen. In een stadseigendom gelegen in het nabijgelegen Genthof werden heel wat tijdschriften en boeken ondergebracht. Jaren later, toen men ze opnieuw in de bibliotheek zelf kon plaatsen, hadden ze door de vochtigheid heel wat schade geleden. Er werd toen ook ernstig nagedacht over het bouwen van een nieuwe bibliotheek. De eerste blik ging naar een stadsgrond in de Grauwwerkersstraat en aan architect Philippe Delva werd opdracht gegeven om een voorontwerp te maken. Dit idee werd echter spoedig verlaten. Vervolgens dacht men het aloude café Au Jambon in de Spanjaardstraat aan te kopen en daar de bibliotheek onder te brengen. Maar ook dit idee werd spoedig verlaten. Het zou nog een paar jaar duren vooraleer men besliste om ter plekke uitbreiding te zoeken.
Een reden tot bekommernis was het feit dat het provinciebestuur in 1962 een openbare bibliotheek en archief opende. Zou dit stevige concurrentie worden? Was samenwerking niet geboden? De stad aarzelde zelfs of ze haar bibliotheek niet zonder meer aan de provincie zou aanbieden. Iedereen bleef echter gewoon de eigen zaken beredderen.
Einde 1963 ging Walter Bossier met pensioen en werd hij opgevolgd door Jan Vandamme, die sinds een paar jaar zijn hulpbibliothecaris was geworden.

### Boekenbezit: trage groei
Het aantal aanwezige titels (zonder de tijdschriften) evolueerde als volgt:
- 1949: 55.306
- 1960: 62.700
- 1962: 65.000
- 1964: 66.600

Het aantal bezoekers in de leeszaal (20 zitplaatsen) evolueerde al even traag en steeg nooit boven de 150 per week.

### Vrije Uitleenbibliotheken
Het uitlenen van leesboeken werd traditioneel door privébibliotheken, zogenaamde volksbibliotheken behartigd. De meeste behoorden tot de katholieke 'zuil' met een paar die van liberale of socialistische signatuur waren. Ze leefden van giften, opbrengst van de uitleningen en een jaarlijkse stadstoelage. Het aantal betoelaagde vrije bibliotheken was als volgt:
- 1945: 6
- 1949: 7
- 1952: 8
- 1957: 9
- 1958: 10
- 1963: 11

### Stadsuitleenbibliotheek
In 1954 werd eindelijk weer werk gemaakt van een gemeentelijke uitleenbibliotheek. Het was in de eerste jaren een bescheiden bedoening, zoals de uitleencijfers aantonen:
- 1955: 7.000
- 1956: 8.600
- 1957: 10.000
- 1958: 12.000
- 1959: 13.000
- 1962: 13.000
- 1964: 15.000

## 1963-1988: onder bibliothecaris Jan Vandamme
Jan Vandamme (Brugge 16 januari 1923) werd de adjunct van Bossier, om hem in oktober 1963 op te volgen.
In het eerste jaarverslag dat van zijn hand was lag als het ware zijn werkprogramma besloten in de zin We groeien, ondanks het gebrek aan plaats, aan personeel en aan koopkracht. Aan deze drie lacunes zou in de loop van de volgende kwarteeuw aanzienlijke verbetering worden gebracht.
Bleef de wetenschappelijke bibliotheek zich verder ontwikkelen, dan werd een hele stap gezet in de richting van wat een publieksgerichte openbare bibliotheek moest zijn
De opeenvolgende bibliotheekdecreten verschaften aan de openbare bibliotheken aanzienlijk meer middelen. Tegelijk legden ze voorwaarden op die de gemeenten tot bijkomende investeringen en uitgaven verplichtten. De gestelde voorwaarden konden niet meer zo makkelijk door de privébibliotheken worden nagekomen, zodat de ene na de andere de deuren sloot of werd overgenomen door de stadsbibliotheek. Dit was onder meer het geval met de Keurbibliotheek, de Lode Zielens bibliotheek en de Katholieke Volksbibliotheek Guido Gezelle.

### Uitbreiding van de stadsbibliotheek
Nadat de ideeën voor een nieuwe stadsbibliotheek waren afgevoerd, werd onderzocht hoe ter plekke uitbreiding kon worden gerealiseerd. Dit bleek inderdaad mogelijk en vier beslissingen werden hieromtrent genomen:
- De al bijna een eeuw op het gelijkvloers van het gebouw aanwezige brandweerkazerne verhuisde naar nieuwe lokalen aan de Warandebrug. Dit gaf de ruimte om er de uitleenbibliotheek in te organiseren. De vernieuwde bibliotheek werd op 8 juni 1966 ingehuldigd.
- Het huis links van de bibliotheek, zogenaamde Huis Van Mullem, werd aangekocht en gaf de mogelijkheid een nieuwe leeszaal in te richten en heel wat nieuwe bergruimte te organiseren. De nieuwe vleugel werd op 22 september 1969 ingehuldigd.
- Achter dit huis, in de Spanjaardstraat werd een nieuwe jeugd- en kinderbibliotheek gebouwd. De inhuldiging vond plaats op 18 juni 1973.
- Het huis rechts naast de bibliotheek op de Jan van Eyckplaats, café Jan van Eyck, werd aangekocht en ingericht als discotheek - platenuitleendienst. De inhuldiging vond plaats op 18 maart 1974.

Deze verschillende uitbreidingen lieten toe de bibliotheekactiviteiten in de volgende jaren op behoorlijke manier uit te voeren. Dit kon echter maar een tijdelijke oplossing zijn, want de snelle uitbreiding van de activiteiten binnen Brugge en de aanzienlijk nieuwe toestand gecreëerd door de fusie met de randgemeenten in 1971, noopten tot een fundamentelere oplossing.

### Nieuwe bibliotheek 'Biekorf'
De werken aan de bestaande stadsbibliotheek waren nog in volle gang toen al, vanaf 1971 de vraag voor een totaal nieuwe bibliotheek werd gesteld. Het jaar daarop werden de panden van de winkelketen Innovation aangekocht in de Kuipersstraat en werden de architecten Luc Dugardyn en Luc Vermeersch als ontwerpers aangesteld. In 1975 volgde de aanbesteding en in de volgende jaren werd (soms met onderbreking) aan de bouw gewerkt. De eerste steen werd gelegd op 12 juli 1976 en de verhuis van de Jan van Eyckplaats naar de Kuipersstraat vond plaats in 1986.
Van 1 oktober tot 15 november 1986 organiseerde Vandamme de grote verhuis naar de nieuwe centrale bibliotheek die de naam Biekorf kreeg. De bibliotheek had zich ontwikkeld van een quasi-eenmanszaak, tot een gemeentelijke afdeling met heel wat medewerkers. De belangrijkste onder hen was Jozef Ghyssaert (1920-1994), die vooral betrokken was bij de wetenschappelijke bibliotheek en het Gezellearchief.

### Bibliotheek met filialen
De fusie van Brugge in 1971 met de randgemeenten van de stad (Assebroek, Koolkerke, St-Andries, St-Kruis, St-Michiels) en met de poldergemeenten (Lissewege en Dudzele) betekende ook voor de bibliotheek een gans nieuwe toestand. Op de grootste van die gemeenten bestond een gemeentelijke uitleenbibliotheek, op de kleinere was een vrije gesubsidieerde uitleenbibliotheek werkzaam. Het kwam erop aan dit gelijk te schakelen en in een geheel te integreren. Na verloop van tijd bestonden volgende filialen:
- De Garve, Sint-Jozef
- De Zorge, Sint-Kruis
- Daverloopark, Assebroek
- Gemeentehuis, Sint-Andries
- Gemeentehuis, Sint-Michiels
- De Lichtboei, Zeebrugge
- Kennedy, Zeebrugge

### Boekenbezit
Het boekenbezit steeg aanzienlijk. Enerzijds werden regelmatig verder aankopen gedaan of schenkingen aanvaard voor de wetenschappelijke bewaarbibliotheek. Anderzijds vereiste de uitleenbibliotheek een aankooppolitiek die gelijke tred hield met het stijgend aantal uitleningen. Het totale boekenbezit (audiovisuele middelen niet meegerekend), bedroeg:
- 1968: 75.300
- 1969: 96.000
- 1970: 102.000
- 1980: 285.000
- 1981: 308.000
- 1982: 331.000
- 1985: 397.000
- 1986: 408.000
- 1987: 418.000
- 1988: 423.000

### Uitleencijfers
In 1964 bedroeg het samengevoegde totaal van de raadplegingen en van de uitleningen 25.276 eenheden. De bibliothecaris vergeleek dit even met het cijfer van 448.000 in Mechelen en kon hieraan de enormiteit afmeten van de te leveren inspanning. De cijfers stegen als volgt:
- 1964: 27.000
- 1965: 37.000
- 1966: 61.000
- 1967: 96.700
- 1968: 123.000
- 1969: 157.000
- 1970: 184.000
- 1971: 311.000
- 1972: 387.000
- 1973: 417.000
- 1974: 497.000
- 1975: 553.000
- 1976: 637.700
- 1977: 749.000
- 1978: 807.000
- 1979: 884.000
- 1980: 944.000
- 1981: 1.025.000
- 1982: 1.177.000
- 1983: 1.317.816
- 1984: 1.368.000
- 1985: 1.580.000
- 1986: 1.503.000
- 1987: 1.591.000
- 1988: 1.637.000
- 1989: 1.583.000
- 2022:     834.826

### Aantal volksbibliotheken
Naast de stadsbibliotheek bleven nog privé-uitleenbibliotheken actief. Ze verminderden nochtans stelselmatig, om weldra quasi volledig te verdwijnen, hetzij ze ermee ophielden, hetzij ze door de stadsbibliotheek werden opgeslorpt.
- 1971: 21
- 1972: 17
- 1976: 17
- 1977: 15 (218.000 uitleningen)
- 1978: 13 (206.000 uitleningen)
- 1979: 12 (196.000 uitleningen)
- 1980: 9 (186.000 uitleningen)
- 1981: 8
- In 1969 werd de volksbibliotheek Guido Gezelle (Oude Burg) overgenomen door de stadsbibliotheek.
- In 1971 werden de wijkbibliotheek Sint-Jozef op de gelijknamige wijk en de bibliotheken De Lichtboei en Kennedy in Zeebrugge overgenomen.
- In 1977 werden de Keurbibliotheek (Sint-Jansplaats), Sint-Lutgardis (Sint-Kruis) en Sint-Thomas (Sint-Kruis Malehoek) overgenomen. Deze laatste werd een plaatselijk filiaal.
- Op 1 januari 1986 werd de Bibliotheek Lode Zielens in de Westmeers overgenomen en als filiaal behouden.

## 1988 - 2015: onder bibliothecaris Leen Speecke. De stadsbibliotheek vandaag

### Organisatie en dienstverlening
Naast de hoofdbibliotheek Biekorf beschikt de openbare stadsbibliotheek over twaalf succursales:
- Stadscentrum:
  - Lode Zielens
- Stadsrand:
  - Assebroek: Daverloo
  - Sint-Andries: Gemeentebibliotheek
  - Sint-Jozef: De Garve
  - Sint-Kruis: De Zorge
  - Sint-Kruis: Sint-Thomas
  - Sint-Michiels: Gemeentebibliotheek
  - Sint-Pieters: De Dijk
- Poldergemeenten:
  - Dudzele: De Schorre
  - Koolkerke: De Arend
  - Lissewege: Gemeentebibliotheek
  - Zeebrugge: Jan Frans Willems
    - Zeebrugge: Strandbibliotheek (van 1 juli tot 15 augustus)

In september 2010 sloot de centrale bibliotheek Biekorf voor aanpassings- en uitbreidingswerken. De bibliotheek opende opnieuw haar deuren op 11 januari 2011.

### Aanbod en fondsen
De openbare bibliotheek, richt zich, in volume aan aangeboden werken en ingenomen ruimte, uiteraard als uitleenbibliotheek tot een ruim publiek. Dit houdt in:
- boeken in het Nederlands en andere talen, over de meest uiteenlopende onderwerpen en door de uitlener zelf in catalogi te vinden en in open rekken op te zoeken. De bellettrie in al zijn vormen is hierin op aanzienlijke wijze vertegenwoordigd;
- er is bijzondere aandacht voor de jeugd, met aan de leeftijd aangepaste aanbieding van boeken, stripverhalen, computerspelletjes, andere spelvormen enz.;
- er is een afzonderlijke bibliotheek voor blinden en slechtzienden;
- audio-visuele middelen: wat begon als het uitlenen van grammofoonplaten, is uitgegroeid tot een uitgebreide uitleenbibliotheek van alle mogelijke audiovisuele middelen;
- naast dit alles is er de wetenschappelijke bibliotheek, ook bewaarbibliotheek of erfgoedbibliotheek genoemd, die hierna meer gedetailleerd aan bod komt.

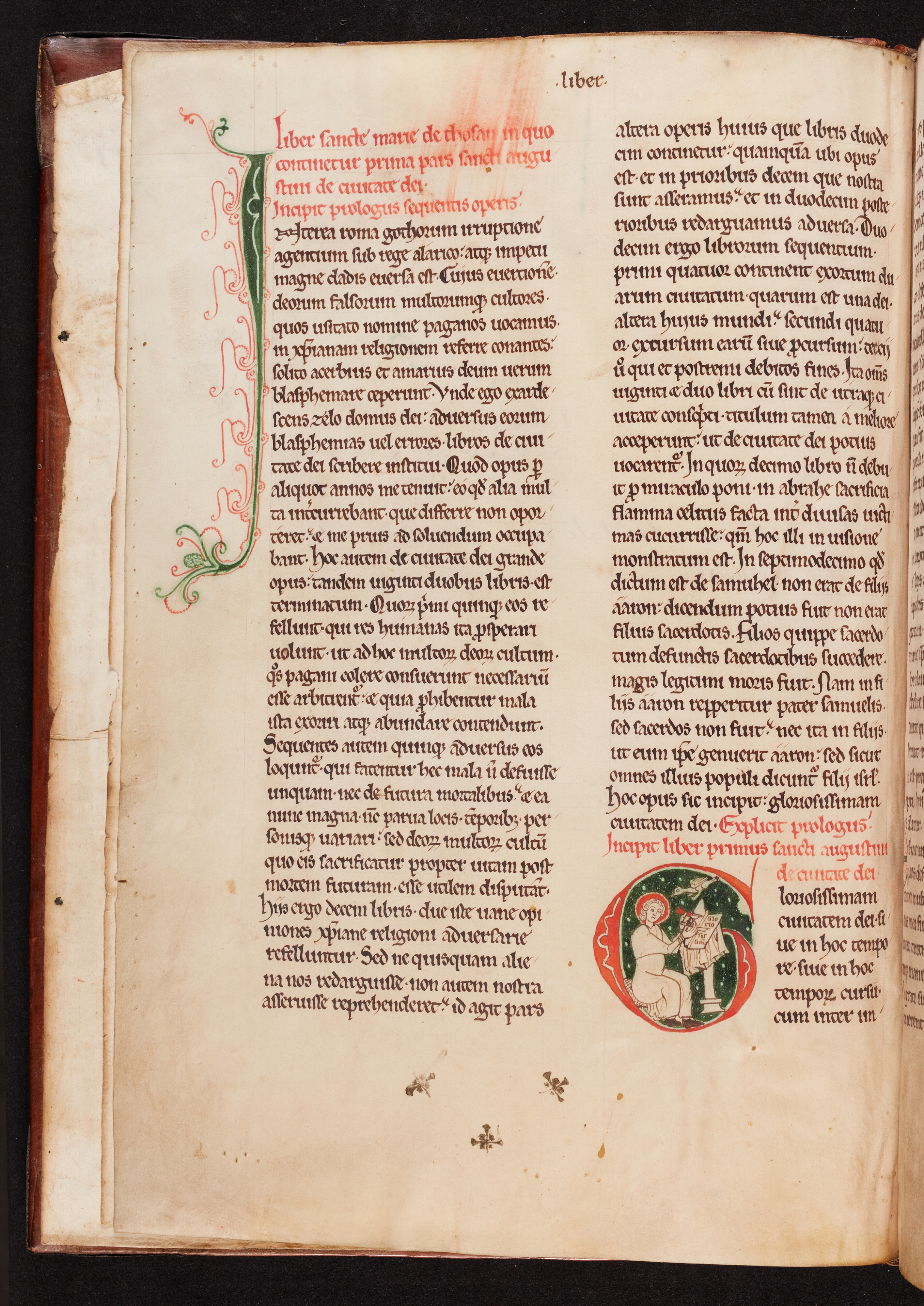
Fragment uit een dertiende-eeuwse kopie van de Civitate Dei. Mogelijk afkomstig uit het scriptorium van Ter Doest of Ter Duinen. Bewaard in de Openbare Bibliotheek Brugge.

### Bewaarbibliotheek en Erfgoedcollectie
De bibliotheek van Brugge is een openbare bibliotheek én een erkende Vlaamse Erfgoedbibliotheek. De collecties van de erfgoedbibliotheek zijn gevarieerd. Het oudste document dateert uit de 7de eeuw.
Over de jaren heeft de bibliotheek een rijk historisch patrimonium verworven, bestaande uit een nogal unieke en gevarieerde collectie die zich over talrijke eeuwen uitstrekt en die in de eerste plaats verbonden is met de historische stad Brugge. Men vindt er onder meer:
- middeleeuwse handschriften (ruim 600 stuks, hoofdzakelijk afkomstig uit de vroegere abdijen Ter Doest en Ten Duinen), en het Bowet-getijdenboek
- incunabelen (met onder meer de op een na grootste verzameling Colard Mansiondrukken, 1473-1484),
- post-incunabelen (1501-1540),
- Brugse en andere oude drukken,
- een aanzienlijke collectie historische en recente (hoofdzakelijk Brugse) kranten,
- fondsen gelegateerd of geschonken, soms aangekocht, zoals die van: 
  - Isaac De Meyer (1786-1861)
  - Antoon Jozef Witteryck (1865-1934)
  - Alberic Decoene (1881-1958)
  - Michiel English (1885-1962)
  - Suzanne de Giey (1894-1991)
  - Achiel Van Acker (1898-1975)
  - Joseph Dochy (1900-1959)
  - Guillaume Michiels (1909-1997)
  - Hervé Stalpaert (1914-1981)
  - André Mertens (1914-1998)
  - Jo Röpcke (1928-2007)
  - Kring voor Zeevaart en Overzeese Belangen
  - Museum voor Kunstnijverheid en Kunstambachten
  - 21 Reinaertdrukken (16-19de eeuw), verzameling van Wytze Hellinga (1908-1985), geschonken door Lotte Hellinga-Querido.

#### Historisch Fonds - Collectie handschriften

Libri decretalium glosati - ca. 1280-1290 - Boom van bloedverwantschap (Brugge, Openbare Bibliotheek, Ms. 365 f. 3r)

Het handschriftenbezit (768 stuks) bestaat overwegend uit middeleeuwse codices (ca. 550). Ze behoorden tot de collectie van achtereenvolgens de school van de École Centrale in Brugge (1798) en vervolgens van de stadsbibliotheek (1804).
De middeleeuwse codices zijn overwegend afkomstig uit de cisterciënzerabdij Ten Duinen, die zelf in de 17de eeuw het handschriftenbezit van de cisterciënzerabdij Ter Doest (Lissewege) incorporeerde. De collectie middeleeuwse codices is veruit de belangrijkste erfgoedcollectie van de Openbare Bibliotheek Brugge. Bijzonder is de goede conservatie van een groot aantal middeleeuwse banden die gevrijwaard zijn van latere herinbindingen, en de grote variatie op inhoudelijk vlak. Ook het feit dat de middeleeuwse bibliotheek van Ten Duinen niet verspreid is geraakt maar in situ wordt bewaard, namelijk in de Openbare Bibliotheek en het Grootseminarie, verleent een bijzonder karakter aan deze collectie. Manuscripten uit deze collectie vormen het voorwerp van internationaal wetenschappelijk onderzoek en waren/zijn te zien op internationale tentoonstellingen.
De recentste grote tentoonstelling waarop een belangrijk deel van de collectie te zien was, was Besloten wereld, Open boeken (2002, Brugge, Culturele Hoofdstad van Europa). De collectie Handschriften werd de voorbij 200 jaar via aankoop en schenking verder aangevuld.
Tot de belangrijkste schenkingen behoren twee verzamelingen middeleeuwse-16de-eeuwse verluchte getijdenboeken (schenkingen Edouard Houtart en Thomas de Schietere de Lophem). Ten slotte vormen, binnen de Brugensia, handschriften met funerair erfgoed (grafschriften) een belangrijke component.

#### Historisch Fonds - Collectie oude drukken

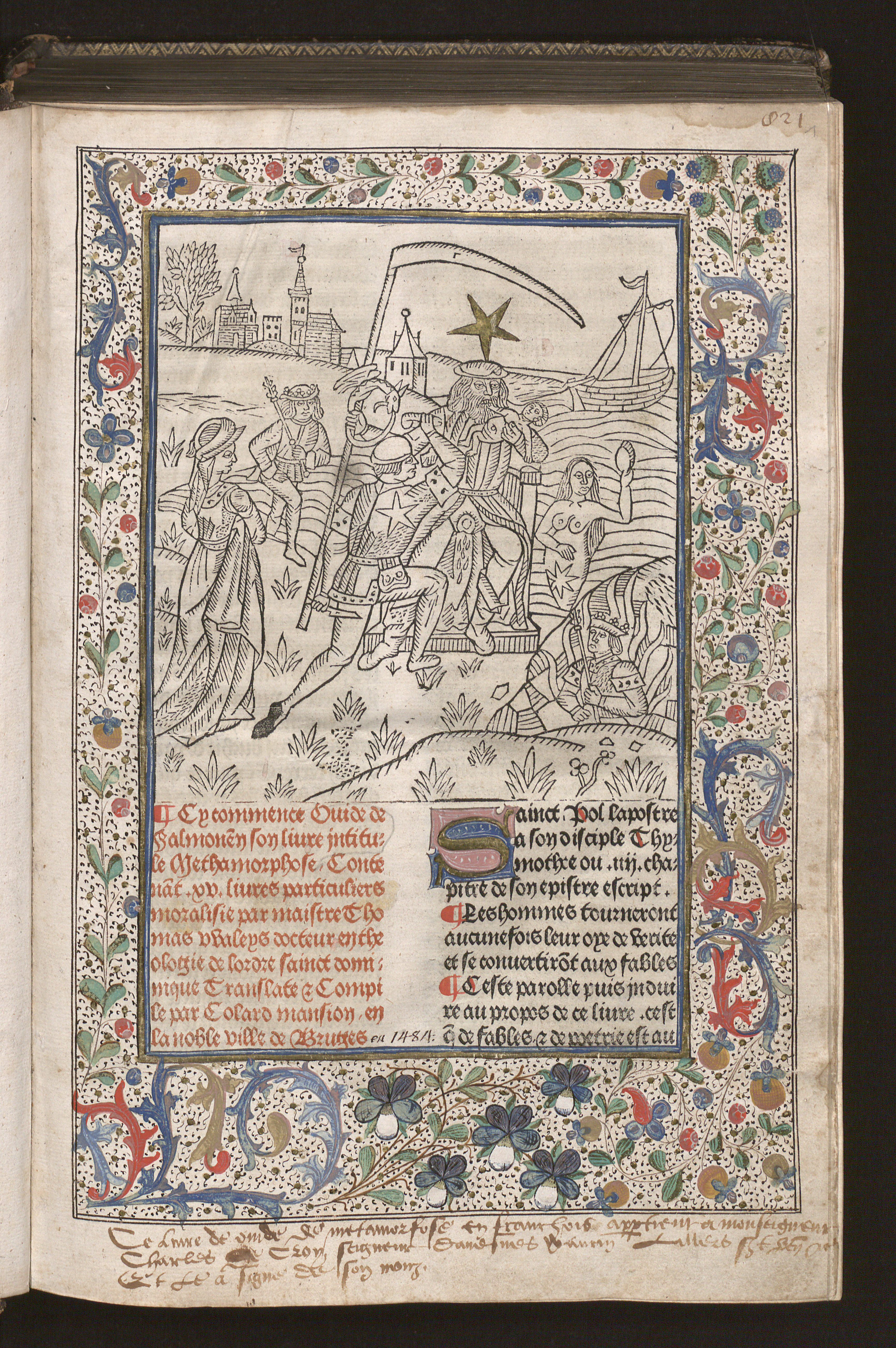
Ovidius, Métamorphoses - Brugge Colard Mansion, 1484 - Brugge, Openbare Bibliotheek, INC 3877 f. 1r

De collectie oude drukken bestaat uit verschillende onderdelen. Centraal staat de boekencollectie waarmee in 1798 de bibliotheek van de École Centrale en vervolgens in 1804 de stadsbibliotheek (vandaag: Openbare Bibliotheek Brugge) van start ging. Het betrof een basiscollectie, met een vertegenwoordiging van alle wetenschappen.
Deze collectie werd uitgebreid via de integratie van belangrijke fondsen en een continue acquisitie, en loopt door tot vandaag. De belangrijkste uitbreidingen van de collectie oude drukken gebeurden via schenking van collecties of privébibliotheken, overwegend in de 19de eeuw. Ook vandaag richt de collectievorming oude drukken zich op Brugensia (Brugse drukken, auteurs en provenances).
De Openbare Bibliotheek Brugge beschikt over de grootste verzameling Brugse drukken. Heel bijzonder is de verzameling incunabelen van de 15de-eeuwse Brugse drukker Colard Mansion.
De omschrijving 'Oude Drukken' die in de Openbare Biblitoheek wordt gehanteerd behelst alle gedrukte boeken tot en met 1830. Een strikte aflijning is er niet. Oude drukken bevinden zich ook in andere bibliotheekfondsen (bijvoorbeeld Gezelle). Een belangrijke deelcollectie vormen de regionale en lokale kranten (late 18de eeuw-vandaag).

#### Het Guido Gezellearchief
Guido Gezelle werd in Brugge geboren op 1 mei 1830. Hij was een van de belangrijkste dichters van Vlaanderen. Het Guido Gezellearchief wordt in deze erfgoedbibliotheek bewaard, samen met middeleeuwse handschriften en oude drukken. Na zijn dood liet Gezelle een indrukwekkende verzameling papieren na: poëziehandschriften, correspondentie, prozahandschriften, volks- en taalkundige verzamelingen waaronder de Woordentas, een uitgebreide fotocollectie, documenten van Gezelle en zijn omgeving. Naast een duizendtal boeken uit Gezelles eigen bibliotheek verzamelt het Gezellearchief ook alle uitgaven van en over Gezelle. Het archief wordt bewaard onder ideale omstandigheden met een aangepaste temperatuur en luchtvochtigheid in zuurvrije opbergdozen. 
Na het overlijden van Guido Gezelle in 1899 werd zijn neef, de priester Caesar Gezelle (1875-1939), de erfgenaam. In zijn familiekroniek over de Gezelles beschrijft Stijn Streuvels hoe Caesar tijdens de Eerste Wereldoorlog op de vlucht sloeg en het archief in Vlaanderen (in Ieper) achterliet. De plichtbewuste priester Lodewijk De Wolf redde het archief uit het puin en bezorgde het aan de eigenaar terug. 
De oorlog liet zijn sporen na, zoals bijvoorbeeld boeken met kogelinslagen. Later begon Caesar Gezelle begon te publiceren over zijn bekende oom aan de hand van de archiefstukken en eigen herinneringen. In wetenschappelijke kringen werden zijn bijdragen eerder kritisch ontvangen, waardoor Caesar Gezelle weigerachtig werd om nog verdere toegang tot het archief te verlenen.
In de aanloop naar het Jubileumjaar 1930 besloot Caesar het archief vrij te geven. Geleidelijk droeg hij de stukken over aan het nieuwe Guido Gezellemuseum (1926), waar familieleden als huisbewaarders woonden. De laatste stukken uit het familiearchief kwamen na de dood van Caesar Gezelle in 1939 in het Gezellemuseum terecht. In de jaren 1960 werden alle in het museum aanwezige documenten naar de stadsbibliotheek overgebracht om er een apart fonds te worden onder de benaming 'Gezelle-archief'. Alle eventueel nog bijkomende documenten die de stad Brugge kon verwerven, werden bij hetzelfde fonds gevoegd. Christine D'haen werd belast met een eerste inventarisatie.
Een groot deel van de collectie is digitaal raadpleegbaar op www.gezelle.be 

#### Fondsen
- Fonds Achiel Van Acker - De Brugse politicus en Minister van Staat Achiel Van Acker (1898-1975) wilde aanvankelijk schrijver worden. Hij maakte carrière, eerst in de lokale politiek en werd later parlementslid, Eerste Minister en Kamervoorzitter. Vóór de Tweede Wereldoorlog was hij antiquaar in Brugge, stichtte het cultureel genootschap 'Maffia' en werd uitgever. In deze periode werd de basis gelegd voor zijn immense boekencollectie. Gedurende heel zijn politieke loopbaan wijdde hij zich aan de taal- en letterkunde. Het meest gedreven was zijn passie voor volkskunde, lokale geschiedenis, literatuur en taalkunde. In het fonds bevinden zich zijn literaire en taalkundige manuscripten. Naast enkele memoires, poëtische en taalkundige uitgaven was het zijn droom ooit een woordenboek uit te geven over spreekwoorden en gezegden. In 1979 werd de collectie verkocht aan de Koninklijke Bibliotheek en in 1986 werd het grootste deel overgebracht naar de nieuwe Openbare Bibliotheek Brugge aan de Kuipersstraat. In 1989 werden Van Ackers literaire manuscripten aan de bibliotheek geschonken.[7]
- Fonds Jo Röpcke - Na zijn loopbaan (1962-1991) als filmrecensent/presentator bij het BRT-programma Première en docent-directeur aan het HRITCS (Hoger Instituut voor Toneel- en Cultuurspreiding) schonk Jo Röpcke uit Sint-Andries-Brugge, in 1991 zijn filmdocumentatie aan de bibliotheek.[8]
- Fonds Witteryck - Antoon Jozef Witteryck (1865-1934) was onderwijzer, volkskundige, uitgever en pionier van het Esperanto. Het Fonds bevat boeken van uitgeverij Witteryck-Delplace, met vooral moraliserende kinder- en jeugdverhalen, schoolboeken, historische verhalen en het tijdschrift 'Lusthof' (1901-1914), uitgegeven door Witteryck. Uitgeverij Witteryck stond ook bekend om haar speciale uitgeversbanden. Het fonds werd in 1982 geschonken door de familie Witteryck.[9]
- Fonds Hervé Stalpaert - Hervé Stalpaert (1914-1981) was een volkskundige met een uitgebreid bibliografisch palmares van 266 nummers, waaronder een 22-tal boeken en brochures. Zijn kennis over volkskunde deelde hij ook mee in 't Beertje, Biekorf, Volkskunde ... Hij was lid van de Koninklijke Belgische Commissie voor Volkskunde vanaf 1968 en hoofdman van de raad van beheer van de Bond voor Westvlaamse Volkskundigen vanaf 1970. Zijn passie voor volkskunde lag vooral in West-Vlaanderen en Brugge. Het fonds is opgedeeld in vier werkgebieden: 1. het werk van en over Hervé Stalpaert, met inbegrip van niet gepubliceerde handschriften, biografische nota's en recensies; 2. documentatie betreffende Assebroek in zijn brede geografische context; 3. een aantal werken en verzamelingen, die als naslagwerken en documentatie thuishoren in een heemkundige bibliotheek; 4. de handschriften van en verzameld door Amaat Joos (1885-1937), bekend om zijn studies van de volkstaal en volkskunde in het Land van Waas, de streek waar hij werd geboren. Zijn liefde voor de Vlaamse volkstaal uitte zich ook in het publiceren van sprookjes, raadsels en vertellingen, die hij 'Vlaamsche schatten' noemde. Het fonds werd in 1991 door de vzw Arsbroek overgemaakt aan de Openbare Bibliotheek Brugge.[10]
- Fonds Kring voor Zeevaart en Overzeese Belangen - Deze kring werd opgericht begin 20ste eeuw onder de naam Comité du Cercle Colonial et Maritime = Komiteit van den Kolonialen en Maritiemen Kring, en organiseerde in de eerste helft van vorige eeuw tentoonstellingen en voordrachten rond de Belgische kolonies en havens, en hield ook havenbezoeken. Dit met het doel de economische belangen van België op koloniaal en maritiem gebied te promoten. De vereniging had een lokaal en museum in 't Keerske (cf. Museum van Kunstnijverheid en Kunstambachten) en legde daar een verzameling boeken aan rond de Belgische kolonies, de nationale en internationale havens en de haven van Zeebrugge. Van de Kring voor Zeevaart en Overzeese Belangen in 't Keerske overgebracht naar de Openbare Bibliotheek Brugge in 1989.[11]
- Fonds Michiels - Guillaume Michiels (1909-1997) was stichter-conservator van het Museum voor Volkskunde te Brugge 1937, volkskundige, kunstschilder en auteur van onder meer 'Uit de wereld der Brugse mensen: de fotografie en het leven te Brugge 1838-1918' (1978). Het Fonds is een verzameling losse kranten en periodieken, voornamelijk uit Brugge en West-Vlaanderen. Een deel van de verzameling bevindt zich in het Stadsarchief. Uit de schenking Michiels, die in 2000 werd overgemaakt aan het Stadsarchief, werden de kranten geselecteerd en overgebracht naar de Openbare Bibliotheek Brugge.[12]
- Fonds Mertens - André Mertens (1914-1998), een burgerlijk ingenieur uit Brugge, was een van de plannenmakers voor de nieuwe haven van Zeebrugge. Hij voorzag in de jaren 1960 een superzeekanaal dat Zeebrugge via Gent-Zelzate zou verbinden met Antwerpen. Op zee stelde hij een voorhaven van 140 hectaren voor. Uiteindelijk werd de huidige zeehaven naar het plan Verschaeve uitgewerkt. De bibliotheek van Mertens in 1984 bij legaat verworven.[13]
- Fonds Museum van Kunstnijverheid en Kunstambachten - Deze bibliotheek over toegepaste kunsten en kunstgeschiedenis is de collectie afkomstig uit de bibliotheek van het Museum van Kunstnijverheid en Kunstambachten, in 1908 opgericht als Museum der Brugsche Kunstnijverheden. Wegens het oprichten van een Provinciaal Comité voor Kunstambachten en Kunstnijverheden na de Tweede Wereldoorlog, werd het opzet van deze instelling overbodig. De Bibliotheek van het Museum van Kunstnijverheid en Kunstambachten te Brugge werd in 1967 overgebracht naar de Openbare Bibliotheek Brugge.[14]
- Fonds de Giey - Suzanne de Giey (1894-1991), geboren Parmentier, was een Franstalige auteur die zeventien werken uitgaf, meestal in eigen beheer, en een kroniekschrijver voor de Franstalige pers in West-Vlaanderen en Brugge. Deze collectie weerspiegelt een adellijke en artistieke interessesfeer, met accenten op genealogie, heraldiek, jacht, (kunst)geschiedenis, botanica en letteren. Suzanne had interesse voor Franstalige literatuur, binnenhuisdecoratie en botanica. Haar echtgenoot Paul was een ervaren boekbinder - enkele lederen banden zijn voorzien van een goudstempel met familiewapen - en ontplooide zich als bouwheer met de bouw van een villa te Knokke en de laatste in Vlaanderen gebouwde waterburcht te Beernem. Jehan was een gepassioneerd genealoog en heraldicus. Uit het onderzoek van deze bibliotheek naar bezitskenmerken, het aantreffen van rekeningen in de boeken en fysieke kenmerken mogen we aannemen dat de boeken in hoofdzaak werden verzameld door Suzanne, Paul en Jehan de Giey. Op enkele uitzonderingen na zijn er geen boeken afkomstig van de familie Parmentier. Handgeschreven opdrachten geven ons aanwijzingen over de schenkers en de residenties van de familie (Ukkel, Brussel, Sint-Andries, Knokke, Relst, Strijtem, Brugge, Beernem, Hastière-Lavaux). Zo was het mogelijk om samen met enkele documenten en archiefstukken uit de collectie niet alleen boekhistorische gegevens (provenances) op te sporen, maar ook de familiegeschiedenis op te volgen. Het fonds is afkomstig uit het laatste verblijf van Suzanne de Giey aan de Freren Fonteinstraat 1 te Brugge (nu hotel Brito) en werd in 1992 bij legaat aan de bibliotheek overgemaakt.[15]
- Fonds English - Priester Michiel English (1885-1962) kreeg in 1933 de taak om als archivaris-bibliothecaris het archief van het bisdom open te stellen. English was ondervoorzitter van het Genootschap voor Geschiedenis, het Oudheidkundig Genootschap van Gruuthuuse en de Commissie voor Monumenten en Landschappen, en was lid van de Commissie van de Kerkelijke Kunstschatten te Brugge. Hij schreef talrijke bijdragen in tijdschriften in West-Vlaanderen en Brugge. English was vooral bekend bij het Brugse publiek met zijn 'Dagklappers' (1945-1962) in het parochieblad voor de stad Brugge. Wekelijks verzorgde hij bijdragen over wetenswaardigheden met betrekking tot de (kerk)geschiedenis, religie, volksreligie, heiligenfeesten, die hij naargelang het kalenderjaar invulde of schreef naar aanleiding van een bijzondere gebeurtenis. De 'Dagklappers' zijn in 1985-1986 gebundeld en heruitgegeven. De bibliotheek van Michiel English werd na zijn overlijden in 1962 geschonken aan Openbare Bibliotheek Brugge.[16]
- Fonds Dochy - Kanunnik Joseph Dochy (1900-1959), bibliofiel en kunstkenner, was een priester met een gedreven passie voor kunst en literatuur. Reeds vroeg publiceerde hij in het tijdschrift 'Biekorf'. 'Schilderkunst te Brugge ', een geïllustreerde gids van zijn hand (1947), kende een groot succes. Hij was de eerste voorzitter van 'De Vrienden van de Brugse Musea' en voorzitter van het Christelijk Vlaams Kunstenaarsverbond, uitgever van het tijdschrift 'West-Vlaanderen', later 'Vlaanderen' genoemd. Zijn neef E.H. Robert Vanden Berghe vulde de collectie van zijn oom aan. De verzameling is overwegend geschiedkundig van aard, met het accent op Brugge. De bibliotheek van Joseph Dochy en Robert Vanden Berghe is in 2000 geschonken aan de Openbare Bibliotheek Brugge.[17]
- Fonds Decoene - Kanunnik Alberic Decoene (1881-1958) speelde in het kader van de katholieke onderwijspolitiek een doorslaggevende rol. Decoene was als pedagoog auteur van diverse werken en bijdragen in de vakliteratuur. In 1919 startte hij samen met kanunnik Frans De Hovre het 'Vlaamsch Opvoedkundig Tijdschrift', later verschenen als 'Tijdschrift voor Opvoedkunde' en 'Pedagogisch Tijdschrift'. In 1951 werd de Sint-Andreasnormaalschool te Brugge een zelfstandige instelling, waar Decoene de eerste rector werd. Het fonds werd tussen 1973 en 1979 geschonken door Gerard De Waele, directeur van de voormalige Nijverheidsschool (nu SNT) aan de Arsenaalstraat te Brugge. Hij had een privécollectie 'Dr. A. Decoene' opgericht samen met enkele oud-studenten, met als doel 'het samenbrengen van een pedagogische bibliotheek, die getuigt van het werk en de invloed van A. Decoene'.[18]

### Digitaal erfgoed

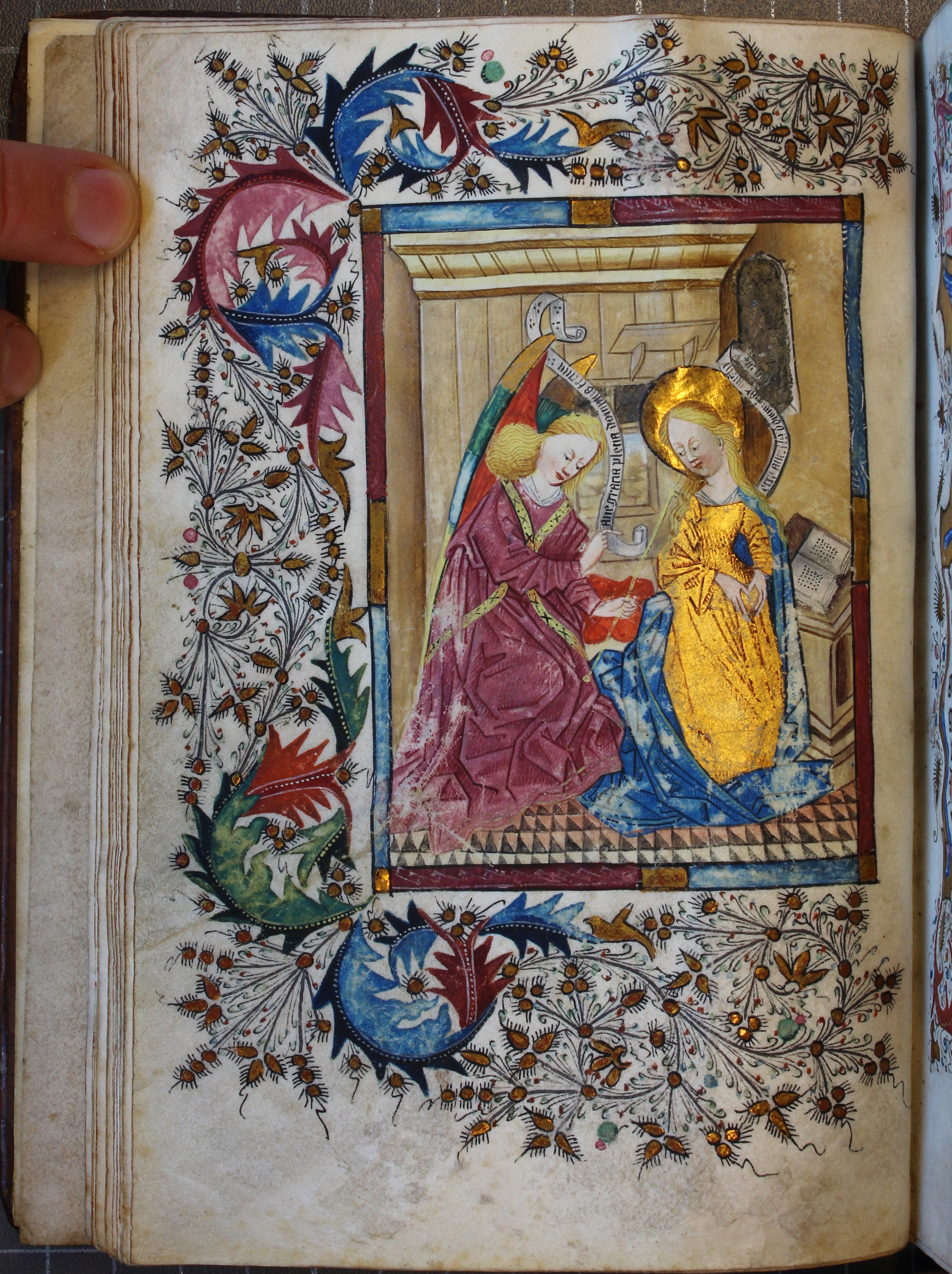
Getijden- en gebedenboek met kalender voor het bisdom Utrecht. De miniatuur toont de annunciatie (Mariagetijden).

De erfgoedcollecties van de Openbare Bibliotheek Brugge worden digitaal ontsloten voor het grote publiek, onder andere via een online catalogus. Het invoeren van nieuwe beschrijvingen en het toevoegen van digitale beelden is een werk in uitvoering.
De Openbare Bibliotheek Brugge is partner van Mmmonk (middeleeuwse monastieke manuscripten – open – netwerk – kennis), een samenwerking met het Grootseminarie Ten Duinen Brugge, Universiteitsbibliotheek Gent en Bisdom Gent. De ca. 820 nog bewaarde middeleeuwse manuscripten van de abdijen Ten Duinen, Ter Doest, Sint-Pieters en Sint-Baafs worden digitaal ontsloten. Door gebruik te maken van het International Image Interoperability Framework (IIIF) worden de beelden en metadata van de manuscripten op een duurzame en open manier samengebracht en toegankelijk gemaakt op het Mmmonk-platform. Naast de ontsluiting van de manuscripten volgens de IIIF-standaarden, biedt het platform educatieve inhoud aan, stimuleert innovatief onderzoek op de monastieke manuscripten, en draagt bij aan de verdere ontwikkeling en implementatie van IIIF voor bijzondere bibliotheekcollecties.
Op de website van Erfgoed Brugge zijn verschillende handschriften en oude drukken van de Openbare Bibliotheek Brugge beschikbaar. Op diezelfde website kan ook de collectie historische kranten van de Openbare Bibliotheek Brugge geraadpleegd en doorzocht worden.
Op de portaalwebsite Flandrica wordt een selectie van de topstukken van de Brugse collectie toegelicht.
De werken, de bibliotheek en het archief van Guido Gezelle zijn ontsloten via een aparte website. Daarop kan de bezoeker kennismaken met het leven en werk van Guido Gezelle, kan die het creatieproces van de dichter en kunstwerken geïnspireerd door Gezelle en zijn poëzie ontdekken. De website heeft ook een educatief luik. De volledige correspondentie van Gezelle wordt er online beschikbaar gesteld, evenals de ruim 2.000 poëziehandschriften en de fotocollectie.

### Vrienden van de stadsbibliotheek
Zoals het in vele culturele instellingen een gevestigde gewoonte is geworden, heeft ook de openbare Brugse bibliotheek een vriendenvereniging (opgericht als vzw), die mee de contacten met het lezerspubliek versterkt en de wisselwerking tussen bestuur en gebruikers aanmoedigt en vergemakkelijkt.
De vriendenvereniging heeft als doel de werking van de Openbare Bibliotheek Brugge te ondersteunen. Ze organiseert tal van activiteiten die aansluiten op de bibliotheekwerking: auteurslezingen, muziekvoordrachten, leesgroepen enz. Bijzondere aandacht gaat daarbij uit naar de erfgoedcollecties van de bibliotheek, met name de middeleeuwse handschriften en de oude drukken.
In het kader van de 'Vrienden' organiseert de bibliotheek tal van activiteiten, die een band scheppen tussen de leden en de bibliotheek, zoals:
- literaire voordrachten door en ontmoetingen met schrijvers (voorbeelden: Jeroen Brouwers, Arthur Japin, Meir Shalev, Arnon Grunberg, Frank Westerman, Joris Note, David Grossman);
- lezingen die verband houden met de wetenschappelijke of erfgoedbibliotheek en de geschiedenis van Brugge (voorbeelden: Johan Oosterman over het Gruuthuse-handschrift, Michel van der Plas over Guido Gezelle);
- voordrachten op erfgoeddag (voorbeelden: Herman Pleij, Leen Huet);
- tijdelijke tentoonstellingen, rondreizend of in eigen huis samengesteld (voorbeeld: Léo Moulin);
- de leesgroep;
- het jaarlijkse Jeugdboekenfeest;
- workshops.